# Dogrel
Dogrel — дебютний студійний альбом дублінського пост-панк-гурту Fontaines D.C. Він був випущений лейблом Partisan Records 12 квітня 2019 року на касетах, CD, в цифровому завантаженні та вінілі. Альбом був номінований на «Альбом року» на Choice Music Prize та Mercury Prize у 2019 році.

## Оцінка критиками
Після релізу «Dogrel» отримав загальне визнання від сучасних музичних критиків. На сайті-агрегаторі рецензій Metacritic «Dogrel» має середньозважену оцінку 86 зі 100, що означає «загальне визнання» на основі рецензій 17 критиків. На сайті-агрегаторі рецензій AnyDecentMusic? альбом має середню оцінку 8,5 з 10.
Бен Бомонт-Томас, пишучи для The Guardian, похвалив лірику альбому, заявивши, що «це така якість написання пісень, на яку гурти можуть йти роками, або взагалі ніколи не досягти: блискуча, зверху донизу». Том Коннок з NME заявив, що "ірландські трубадури досягли успіху на дебютному альбомі, який пропонує як голос оповідача, так і нове бачення юнацького розчарування. Робін Мюррей, пишучи для The Skinny, похвалив безліч емоцій, які викликає альбом, сказавши, що він «відчувається одночасно приголомшливим і ніжним, їдким і заспокійливим, вибух люті робітничого класу, що став артикульованим, але зберіг своє первісне виття».
У статті для Pitchfork Стюарт Берман протиставив гурт і його альбом сучасним британським пост-панковим командам IDLES і Shame, зазначивши, що «Fontaines D.C. не підживлюються ні революційним запалом IDLES, ні гнійною відразою Shame. Вони не стільки лютують проти поточного стану речей, скільки нарікають на місцеві громади та культуру, яким загрожує знищення маршем сучасності.»
Далі він коментує, що "їхня історія походження настільки химерна та анахронічна, що межує з фланерським косплеєм, а квінтет, як повідомляється, об'єднала спільна любов до поезії Джойсена та ночі в пабах, проведені за написанням та декламуванням віршів один одному. Цей олдскульний підхід знаходить свій аналог у грубій, потужній атаці на двох гітарах, яка радше дзвенить, ніж рветься, відсилаючи до гаражу, серфінгу та раннього рок-н-ролу 60-х років, водночас проектуючи конфронтаційну лють. Таким чином, Fontaines D.C. дуже схожі на пост-панк гурт, який повертає собі певну пре-панківську невинність".

## Список композицій
| #     | Назва                     | Тривалість |
| ----- | ------------------------- | ---------- |
| 1.    | «Big»                     | 1:45       |
| 2.    | «Sha Sha Sha»             | 2:30       |
| 3.    | «Too Real»                | 4:08       |
| 4.    | «Television Screens»      | 4:00       |
| 5.    | «Hurricane Laughter»      | 4:50       |
| 6.    | «Roy's Tune»              | 3:00       |
| 7.    | «The Lotts»               | 4:56       |
| 8.    | «Chequeless Reckless»     | 2:15       |
| 9.    | «Liberty Belle»           | 2:32       |
| 10.   | «Boys in the Better Land» | 5:00       |
| 11.   | «Dublin City Sky»         | 4:52       |
| 39:48 |                           |            |

## Чарти
| Чарт (2019)                                  | Найвища позиція |
| -------------------------------------------- | --------------- |
| Бельгія Belgian Albums (Ultratop Flanders)   | 88              |
| Бельгія Belgian Albums (Ultratop Wallonia)   | 163             |
| Нідерланди Dutch Albums (MegaCharts)         | 93              |
| French Albums (SNEP)                         | 75              |
| Німеччина German Albums (Offizielle Top 100) | 92              |
| Ірландія Irish Albums (IRMA)                 | 4               |
| Шотландія Scottish Albums (OCC)              | 4               |
| Велика Британія UK Albums (OCC)              | 9               |

## Сертифікації
| Регіон                                                      | Сертифікація | Продажі |
| ----------------------------------------------------------- | ------------ | ------- |
| Велика Британія (BPI)                                       | Золотий      | 100 000 |
| продажі+прослуховування, що базуються лише на сертифікаціях |              |         |